# Myctophum
A Myctophum a sugarasúszójú halak (Actinopterygii) osztályának Myctophiformes rendjébe, ezen belül a gyöngyöshalfélék (Myctophidae) családjába tartozó nem.
Családjának a típusneme.

## Rendszerezés
A nembe az alábbi 16 faj tartozik:
- Myctophum affine (Lütken, 1892)
- Myctophum asperum Richardson, 1845
- Myctophum aurolaternatum Garman, 1899
- Myctophum brachygnathum (Bleeker, 1856)
- Myctophum fissunovi Becker & Borodulina, 1971
- Myctophum indicum (Day, 1877)
- Myctophum lunatum Becker & Borodulina, 1978
- Myctophum lychnobium Bolin, 1946
- Myctophum nitidulum Garman, 1899
- Myctophum obtusirostre Tåning, 1928
- Myctophum orientale (Gilbert, 1913)
- Myctophum ovcharovi Tsarin, 1993
- Myctophum phengodes (Lütken, 1892)
- Myctophum punctatum Rafinesque, 1810
- Myctophum selenops Tåning, 1928
- Myctophum spinosum (Steindachner, 1867)